# Obarde
Obarde (en serbe cyrillique : Обарде) est un village du nord du Monténégro, dans la municipalité de Pljevlja.

## Démographie

### Évolution historique de la population
| 1948 | 1953 | 1961 | 1971 | 1981 | 1991 | 2003 |
| ---- | ---- | ---- | ---- | ---- | ---- | ---- |
| 323  | 375  | 417  | 364  | 282  | 201  | 65   |